# 陳瑜 (光緒進士)
陳瑜，字抱初，貴州省貴陽府人，原籍福建閩縣，清朝政治人物、進士出身。

## 生平
光緒十八年（1892年）壬辰科進士，三甲三十一名，同年五月，著交吏部掣签分发各省，以知县即用，后官至天津海關道。